# دانه‌خوارهای نمادین
دانه‌خوارهای نمادین یا دانه‌خوارهای اصلی (نام علمی: Sporophila) نام یک سرده از تیره زردپره‌ایان است.

## گونه‌ها
- دانه‌خوار پیشانی‌نخودی, Sporophila frontalis
- دانه‌خوار تمینک، Sporophila falcirostris
- دانه‌خوار توسی‌رنگ، Sporophila schistacea
- دانه‌خوار سربی، Sporophila plumbea
- دانه‌خوار تروپیرو، Sporophila beltoni
- دانه‌خوار کاکوئتا، Sporophila murallae
- دانه‌خوار خاکستری، Sporophila intermedia
- دانه‌خوار بال‌نواری، Sporophila americana
- دانه‌خوار گونه‌گون، Sporophila corvina
- دانه‌خوار طوق‌سفید، Sporophila torqueola
- دانه‌خوار طوق‌زنگاری، Sporophila collaris
- دانه‌خوار لسن، Sporophila bouvronides
- دانه‌خوار خطی، Sporophila lineola
- دانه‌خوار سیاه‌سفید، Sporophila luctuosa
- دانه‌خوار شکم‌زرد، Sporophila nigricollis
  - دانه‌خوار کلاه‌دار، Sporophila melanops – possibly انقراض (20th century?), a hybrid or a color morph of S. nigricollis
- دانه‌خوار دوبوآ، Sporophila ardesiaca – possibly a subspecies or چندریختی (زیست‌شناسی) of S. nigricollis
- دانه‌خوار دوطوقه، Sporophila caerulescens
- دانه‌خوار گلوسفید، Sporophila albogularis
- دانه‌خوار کدر، Sporophila simplex
- دانه‌خوار شکم‌سفید، Sporophila leucoptera
- دانه‌خوار نوک‌طوطی، Sporophila peruviana
- دانه‌خوار سیاه‌وگندمی، Sporophila nigrorufa
- دانه‌خوار مسی، Sporophila bouvreuil
- دانه‌خوار شکم‌مروارید، Sporophila pileata
- دانه‌خوار سینه‌گلی، Sporophila minuta
- دانه‌خوار شکم‌گندمی، Sporophila hypoxantha
- دانه‌خوار گلوتیره، Sporophila ruficollis
- دانه‌خوار مرداب، Sporophila palustris
- دانه‌خوار شکم‌بلوطی، Sporophila castaneiventris
- دانه‌خوار دمگاه‌حنایی، Sporophila hypochroma
- دانه‌خوار بلوطی، Sporophila cinnamomea
- دانه‌خوار شکم‌سیاه، Sporophila melanogaster
- دانه‌خوار گلوبلوطی، Sporophila telasco – the "Tumaco seedeater" is a stereotyped دورگه between this species and S. minuta